# Phu Sang (huyện)
Phu Sang (tiếng Thái: ภูซาง) là một huyện (amphoe) thuộc tỉnh Phayao ở phía bắc Thái Lan.

## Địa lý
Các huyện giáp ranh (từ phía nam theo chiều kim đồng hồ): Chiang Kham thuộc tỉnh Phayao, Thoeng thuộc tỉnh Chiang Rai. Phía đông bắc là tỉnh Xaignabouli của Lào.

## Lịch sử
Tiểu huyện được thành lập ngày 26/6/1996. Huyện mới bắt đầu hoạt động ngày 15/7 và gồm 5 tambon trước đó thuộc huyện Chiang Kham.
Theo quyết định của chính phủ Thái Lan ngày 15 tháng 5 năm 2007, tất cả 81 tiểu huyện đều được nâng thành huyện. Với việc đăng công báo hoàng gia ngày 24 tháng 8, việc nâng cấp thành chính thức.

## Hành chính
Huyện này được chia thành 5 phó huyện (tambon), các đơn vị này lại được chia ra thành 58 làng (muban). Sop Bong là một đô thị phó huyện (thesaban tambon) nằm trên toàn bộ tambon Sop Bong. Có 4 Tổ chức hành chính tambon.
| STT | Tên          | Thai    | Số làng | Dân số |
| --- | ------------ | ------- | ------- | ------ |
| 1.  | Phu Sang     | ภูซาง    | 9       | 6.425  |
| 2.  | Pa Sak       | ป่าสัก    | 10      | 4.218  |
| 3.  | Thung Kluai  | ทุ่งกล้วย  | 12      | 7.738  |
| 4.  | Chiang Raeng | เชียงแรง |         | 6.007  |
| 5.  | Sop Bong     | สบบง    | 12      | 7.019  |